# 三村俊行
三村 俊行（みむら としゆき、1957年 - ）は、日本の実業家、日本ストラタステクノロジー株式会社元代表取締役社長。

## 人物・経歴
1957年生まれ。1980年3月、立教大学経済学部卒業。大学卒業後、日本データゼネラル株式会社（現アルファテック・ソリューションズ株式会社）入社。
その後、1993年日本ストラタステクノロジー株式会社に入社し、営業要職を歴任する。2003年からは常務執行役員として国内パートナービジネスの拡販事業に従事し、無停止型システムソリューションのリーディングカンパニーとしてのストラタスの地位を築いていった。 
2015年9月、同社代表取締役社長に就任。ストラタステクノロジーが、日本市場に進出して30年以上経過するが、かつて専用設計の独自ハードウェアで構築されていたこの分野でもオープンアーキテクチャの採用が進む中で、市場変化に対応し経営の舵取りを進めた。